# Calvaruso
Calvaruso (Cabbarusu in siciliano) è una frazione di Villafranca Tirrena nella città metropolitana di Messina in Sicilia. Fino al 1929 ha costituito un comune autonomo.

## Geografia fisica
Calvaruso dista circa 3 km da Villafranca, è posta a 110 metri sul livello del mare e ospita circa 550 abitanti.
Situato in una valle percorsa dall'omonimo torrente, è sovrastato da colline coltivate a ulivi, viti, castagni e alberi da frutto.

## Storia
L'abitato di Calvaruso si sarebbe sviluppato intorno al XIII secolo grazie a coloni provenienti da Rometta, di cui il territorio disabitato in cui sorse faceva parte. La terra, infeudata per la prima volta da Perrone Gioeni in epoca aragonese, passò successivamente ai Castagna, e da questi per via ereditaria ai Ventimiglia, ai La Grua, ai Pollicino e infine ai Moncada. Con i Moncada, la baronia di Calvaruso fu elevata a principato per investitura al titolo di I principe di Calvaruso di Cesare Moncada Saccano (1588-1648), con privilegio concessogli il 20 giugno 1628 da parte del re Filippo IV di Spagna, ed escutoriato l'11 settembre dell'anno medesimo.
Il Principato di Calvaruso fu soppresso dopo l'abolizione del regime feudale avvenuta nel 1812, e il borgo divenuto comune, fu amministrativamente inserito nel Distretto di Messina, che nel 1818, dopo la fusione territoriale tra Regno di Napoli e Regno di Sicilia che portò alla nascita del Regno delle Due Sicilie, fu inserito nella provincia omonima. 
Nel 1820, la popolazione di Calvaruso contava 801 abitanti, e dopo l'Unità d'Italia, superò i 1 000 abitanti, per poi decrescere leggermente al di sotto di tale soglia al censimento del 1921. 
Il centro peloritano fu colpito dal terremoto di Messina del 1908, e il bilancio fu di un morto, di 70 feriti, di 54 edifici distrutti, 262 gravemente danneggiati e 48 leggermente danneggiati su un totale complessivo di 500, dovuti ad una scossa del 6º grado di intensità.
In epoca fascista, per effetto del Regio Decreto 28 marzo 1929, il Comune di Calvaruso venne soppresso ed accorpato assieme ai vicini comuni di Bauso e Saponara Villafranca e le due frazioni del comune di Messina di Divieto e Serro, dalla cui fusione sorse il comune di Villafranca Tirrena, di cui da allora è frazione.

## Monumenti e luoghi d'interesse
Chiesa di Santa Margherita
Sorge all'ingresso del centro abitato, nella piazzetta principale, e la sua edificazione risalrebbe al 1607, per volontà dei Moncada in onore a Santa Margherita di Antiochia. Costruita in stile tardo rinascimentale, al suo interno la chiesa è composta da tre navate divise da robuste colonne monolitiche, e l'altare è realizzato in stile barocco.
Danneggiata dagli eventi sismici del 1894 e 1908, conserva ancora una preziosa tavola di Santa Lucia dipinta nel 1582 da Antonio Venesio, detto il Veneziano, e nel tetto un dipinto con la Gloria di Maria di Scipio Manni del 1761. É presente anche una statua in legno di Santa Margherita realizzata nel 1871 dallo scultore Michele Cangeri.
Palazzo baronale
Di costruzione seicentesca, si tratta in realtà di un castello, e fu dimora stabile dei Principi di Calvaruso. Attualmente è in stato di abbandono.
Santuario Gesù Ecce Homo
Sorse intorno al 1619 per volontà della nobildonna Eleonora Gaetani, moglie di Francesco Moncada, barone di Calvaruso, che fece erigere sul poggio di San Giovanni, sito di fronte al piccolo centro, una chiesa con annesso convento da affidare alla custodia dei Francescani Minori Riformati. Inizialmente intitolata all'Immacolata Concezione, il convento fu confiscato a seguito delle leggi eversive del 1866.
Nel 1900, il santuario fu venduto a Donna Maria Caterina Scoppa dei baroni di Badolato, nota come la Marchesa di Cassibile, che nel 1907 donò e restituì la fabbrica ai frati francescani del Terzo Ordine Regolare, attuali custodi.
L'interno del convento è caratterizzato da un chiostro seicentesco a pianta quadrangolare, con cisterna al centro e un colonnato di dodici pilastri. Nel Santuario si trova l'immagine dell'Ecce Homo, scolpita in legno di cipresso nel 1634 dal frate Umile da Petralia. 
Museo della Devozione Popolare
Ricavato in alcuni locali del chiostro del convento dei frati francescani del Terzo Ordine Regolare, sono conservate tele ottocentesche, arredi sacri ed una biblioteca con opere a stampa dei secoli XVII-XIX.

## Società

### Evoluzione demografica
Abitanti censiti